# Laura Gómez-Lacueva
Laura Gómez-Lacueva Peralta (Zaragoza, 24 de febrero de 1975-30 de marzo de 2023) fue una actriz española de teatro, cine y televisión. Formó parte del elenco de El pueblo y La que se avecina y del equipo del programa de humor  Oregón TV de Aragón TV. En 2021 recibió el Premio Yago a No Nominada por su interpretación en la película Historias lamentables de Javier Fesser.

## Trayectoria
Empezó su formación como actriz en 1994 en la Escuela Municipal de Teatro de Zaragoza, donde permaneció durante tres años. Completó sus estudios entre Zaragoza, Madrid y París (Francia), con cursos de comedia del arte, danza, canto, clown, dramaturgia y cinematografía.
En 1998, creó su propia compañía de clown, Muac Teatro, junto a Ana García. En 2011, formó una nueva compañía, Nueve de Nueve Teatro, junto a Jorge Usón, Carmen Barrantes y Hernán Romero. Desde 2008 hasta su muerte formaba parte del equipo del programa de humor Oregón Televisión (TV) de Aragón TV, donde interpretaba a varios personajes fijos de gran popularidad, como la abuela Jacinta Pérez de la familia Gálvez, Adela y E.T.
En televisión, intervino en series como Aída (2014), La zona (2017), El último show (2020) y Cuéntame cómo pasó (2021). Entre sus últimas participaciones en televisión, figuran las series El pueblo, a la que se incorporó en la tercera temporada y La que se avecina, interpretando a uno de los once nuevos personajes de la decimotercera temporada.
En cine, participó en películas como De tu ventana a la mía (2011) y La novia (2015), de Paula Ortiz, Incierta gloria (2017), de Agustí Villaronga y El reino (2018), de Rodrigo Sorogoyen. En 2020, tuvo su primer papel protagonista en el largometraje en Historias lamentables, de Javier Fesser, donde encarnaba a Tina, una mujer de poca empatía y fuerte carácter proyectado en su encuentro con Ayoub, un africano sin papeles. Ese mismo año interpretó a una de las monjas de Las niñas, película dirigida por Pilar Palomero ganadora de cuatro Premios Goya.
En abril de 2022, intervino en el Festival Lux In Tenebris, en el monasterio de Uclés (Cuenca), donde interpretó textos basados en la liturgia de los oficios de la Semana Santa pero con una visión moderna.
Participó en la formación de La Extinta Poética, compañía nacida tras la experiencia de la obra teatral homónima del dramaturgo Eusebio Calonge, dirigida por Paco de la Zaranda para la compañía Nueve de Nueve. Promovió creaciones propias y actuó en más de veinte montajes teatrales con: Hola Clavel producciones, El Gato negro, Teatro del Temple, Los McClown, Teatro de la Ribera, Tranvía Teatro, Ciudad interior, Luna de Arena y Teatro del Alba.
Falleció el 30 de marzo de 2023 a los 48 años tras una larga lucha contra el cáncer.

Laura Gómez-Lacueva by Javier Mantrana

## Filmografía

### Cine
|      |                                                   |                     |                    |
| Año  | Película                                          | Director            | Personaje          |
| 2024 | Alumbramiento                                     | Pau Teixidor        | Pani Purna         |
| 2022 | Plastic Killer (Cortometraje)                     | José Pozo           | Amparo de Dios     |
| 2022 | El Umbral (Cortometraje)                          | Javier Carneros     | Vecina             |
| 2021 | Parresia (Cortometraje)                           | Ignacio Lasierra    | Inma               |
| 2020 | Las niñas                                         | Pilar Palomero      | Madre Soledad      |
| 2020 | Marcelino, el mejor payaso del mundo (Documental) | Germán Roda         | Louisa Johnson     |
| 2020 | Historias lamentables                             | Javier Fesser       | Tina               |
| 2018 | El reino                                          | Rodrigo Sorogoyen   | Lourdes            |
| 2018 | Los Futbolisimos                                  | Miguel Ángel Lamata | Sirvienta Chacón   |
| 2018 | La tierra muerta (Cortometraje)                   | Sergio Duce         | Milana             |
| 2017 | Miau                                              | Ignacio Estaregui   | Vicenta            |
| 2017 | Incierta gloria                                   | Agustí Villaronga   | Mujer anarquista   |
| 2017 | 40 días de niebla (Cortometraje)                  | Lorenzo Montull     |                    |
| 2015 | La novia                                          | Paula Ortiz         | Chica              |
| 2015 | Bendita calamidad                                 | Gaizka Urresti      | Guardia Civil      |
| 2015 | Refugios                                          | Alejandro Cortés    | Mujer del pueblo   |
| 2014 | Justi&Cia                                         | Ignacio Estaregui   | Hermana de Justino |
| 2014 | Espera un segundo (Cortometraje)                  | Germán Roda         |                    |
| 2012 | El encamado                                       | Germán Roda         | Enfermera          |
| 2011 | De tu ventana a la mía                            | Paula Ortiz         | Pilar              |
| 2008 | Niño balcón (Cortometraje)                        | Pilar Palomero      | Madre              |
| 2006 | Por tres botes de anchoas                         | Pilar Gutiérrez     |                    |

### Televisión

Laura Gómez-Lacueva by Javier Mantrana

| Año       | Serie              | Personaje                                                       | Canal                     | Notas         |
| --------- | ------------------ | --------------------------------------------------------------- | ------------------------- | ------------- |
| 2022      | La que se avecina  | María José «Mariajo» Soler                                      | Telecinco Prime Video FDF | 1 episodio    |
| 2022      | La que se avecina  | Greta Garmendia Pérez-Yuste                                     | Telecinco Prime Video FDF | 8 episodios   |
| 2021-2023 | El pueblo          | María José «Mariajo» Soler                                      | Telecinco Prime Video     | 15 episodios  |
| 2021      | Cuéntame cómo pasó | Terrorista del GRAPO                                            | La 1                      | 1 episodio    |
| 2020      | El último show     | Laura Mur                                                       | Aragón TV                 | 8 episodios   |
| 2017      | La zona            | Ana                                                             | Movistar Plus+            | 2 episodios   |
| 2014      | Aída               | Doctora Dolores Sierra                                          | Telecinco                 | 1 episodio    |
| 2008-2023 | Oregón TV          | Adela, E. T., Jacinta Pérez, Elvira y cientos de personajes más | Aragón TV                 | 571 episodios |
| 2006-2007 | Vaya Comunidad     | Decenas de personajes                                           | Aragón TV                 |               |
| 2006      | 3 eran tres        | Merche                                                          | Aragón TV                 |               |

## Teatro

Laura Gómez-Lacueva

| Año       | Obra                                 | Director                 | Compañía                 |
| --------- | ------------------------------------ | ------------------------ | ------------------------ |
| 2020-2023 | Convertiste mi luto en danza         | Paco de La Zaranda       | La Extinta Poética       |
| 2016-2019 | La Extinta Poética                   | Paco de La Zaranda       | Nueve de nueve Teatro    |
| 2018-2019 | Gala contra Gala                     | Javier Macipe            | Fundación Antonio Gala   |
| 2016-2017 | Radio Tarumba                        | 84 punto pues            | Producciones Hola Clavel |
| 2014      | Una de espías                        | Alberto Castrillo-Ferrer | Gato Negro               |
| 2011-2014 | Al Dente                             | Alberto Castrillo-Ferrer | Nueve de nueve Teatro    |
| 2008-2010 | Mc Mix. 8 años y un día              | Amparo Nogués            | Los McClown              |
| 2006-2010 | En pie de guerra                     | Amparo Nogués            | Los McClown              |
| 2008      | 75 %                                 | Carlos Martín            | El Temple                |
| 2008      | Mundo enfermo. De Ayerbe a Manhattan | Amparo Nogués            | Los McClown              |
| 2005-2007 | Sonetos de amor y otros delirios     | Carlos Martín            | El Temple                |
| 2006      | Cer das                              | Alfonso Pablo            | Muac Teatro              |
| 2004-2006 | Cómo sobrellevar el fin del mundo    | Muac Teatro              | Muac Teatro              |
| 2004-2006 | Comiendo paredes                     | Alfonso Pablo            | Muac Teatro              |
| 2003-2005 | La Biblia según San Clown            | Amparo Nogués            | Los McClown              |
| 2001-2004 | Los hermanos Marx esperando a Godot  | Carlos Martín            | El Temple                |
| 2003      | Mujeres, sexo y diálogos de salón    | Luis Merchán             | Ciudad Interior          |
| 2001-2003 | Morros de col                        | Amparo Nogués            | Muac Teatro              |
| 1998-2003 | Thelma y Louise                      | Muac Teatro              | Muac Teatro              |
| 2000-2002 | Cinema Maravillas                    | Amparo Nogués            | Los McClown              |
| 2000      | El Gran Teatro del Mundo             | Félix Martín             | Teatro Luna de Arena     |
| 1999      | Las burlas de las mujeres            | Pilar Laveaga            | Teatro de la Ribera      |
| 1999      | La Venganza de Don Mendo             | Rafael Campos            | Tranvía Teatro           |
| 1999      | Melocotón en Almíbar                 | Rafael Campos            | Tranvía Teatro           |
| 1998      | Luces de Bohemia                     | Rafael Campos            | Tranvía Teatro           |
| 1998      | Más o menos Shakespeare              | Rafael Campos            | Tranvía Teatro           |
| 1998      | Tres sombreros de copa               | Rafael Campos            | Tranvía Teatro           |
| 1997      | Farsa de espectros                   | Rafael Campos            | Tranvía Teatro           |
| 1997      | Robinson de Cabaret                  | Rafael Campos            | Tranvía Teatro           |
| 1995      | Yerma                                | Santiago Meléndez        | Teatro del Alba          |

## Premios y reconocimientos
Premios Simón
| Año  | Categoría    | Película                             | Resultado |
| ---- | ------------ | ------------------------------------ | --------- |
| 2020 | Mejor Actriz | Marcelino, el mejor payaso del mundo | Nominada  |
| 2021 | Mejor Actriz | Parresia                             | Ganadora  |

Certamen de Cortometrajes de Bujaraloz
| Año  | Categoría            | Película       | Resultado |
| ---- | -------------------- | -------------- | --------- |
| 2022 | Mejor Interpretación | Plastic Killer | Ganadora  |

Festival de Cine de Zaragoza
| Año  | Categoría            | Película       | Resultado |
| ---- | -------------------- | -------------- | --------- |
| 2022 | Mejor Interpretación | Plastic Killer | Ganadora  |

Girona Film Festival
| Año  | Categoría                     | Película       | Resultado |
| ---- | ----------------------------- | -------------- | --------- |
| 2022 | Mejor Interpretación Femenina | Plastic Killer | Ganadora  |

Festival Ibérico de Cine - Premios AISGE
| Año  | Categoría                     | Película       | Resultado |
| ---- | ----------------------------- | -------------- | --------- |
| 2022 | Mejor Interpretación Femenina | Plastic Killer | Ganadora  |

Festival de Cine de Comedia de Tarazona y el Moncayo ‘Paco Martínez Soria’
| Año  | Categoría        | Película       | Resultado |
| ---- | ---------------- | -------------- | --------- |
| 2022 | Mejor Actriz     | Plastic Killer | Ganadora  |
| 2021 | Talento Aragonés | Trayectoria    | Ganadora  |

Premios Yago
| Año  | Categoría   | Película              | Resultado |
| ---- | ----------- | --------------------- | --------- |
| 2021 | No Nominada | Historias Lamentables | Ganadora  |

En 2018, Gómez-Lacueva recibió el premio Augusto de Apoyo al Audiovisual Aragonés en la XXIII edición del Festival de Cine de Zaragoza. En 2021, fue galardonada con el Premio Yago a No Nominada por su trabajo en Historias lamentables, de Javier Fesser, y con el Premio Talento Aragonés en el XVIII edición del Festival de Cine de Comedia de Tarazona y el Moncayo Paco Martínez Soria. Al año siguiente, en 2022, recibió el premio Villa de la Almunia de la XXVI edición del FESCILA y por el cortometraje Parresia, de Ignacio Lasierra, el premio a Mejor Actriz en la XI edición de los Premios Simón del cine aragonés y en el Festival de Fuentes de Ebro. También en 2022, por el corto Plastic Killer, de José Pozo, obtuvo el premio a Mejor Actriz en la XIX edición del Festival de Cine de Comedia de Tarazona y el Moncayo, así como el premio AISGE a la Mejor Interpretación Femenina por dicho papel en el Festival Ibérico de Cine. En 2022 fue nombrada Dama de Honor en la XVII edición de Alfonsadas de Calatayud.
Desde 2023, en su recuerdo, el premio a la mejor actriz de la Sección Oficial de Cortometrajes del Festival de Cine de Comedia de Tarazona y el Moncayo Paco Martínez Soria pasó a llevar su nombre. Ese mismo año fue reconocida con el título de Hija Predilecta de Zaragoza por el Ayuntamiento de dicha ciudad y el Festival de Cine de Fuentes de Ebro le dedicó un homenaje póstumo.
En 2023, el cantante y productor musical David Angulo, compañero de la actriz en Oregón TV, le compuso la canción De Zaragoza a Berlín, cuyo videoclip, dirigido por Paula Ortiz, fue presentado en un acto público en la Universidad de Zaragoza en marzo de 2024.